# Stefan Drecun
Stefan Drecun (...) è un giocatore di football americano serbo, di ruolo offensive lineman.
Ha giocato fino al 2016 ai Beograd Vukovi ed è successivamente passato ai Koç Rams, ai Frankfurt Universe, ai Tirol Raiders e ai Seamen Milano; dal 2021 milita nel campionato semiprofessionistico ELF nei Panthers Wrocław

## Palmarès
- Serbian Bowl (Beograd Vukovi: 2011, 2012, 2013, 2014)
- 1. Lig (Koç Rams: 2017)
- Austrian Bowl (Tirol Raiders: 2019)
- CEFL Bowl (Tirol Raiders: 2019)
- ECTC Championship Game (Tirol Raiders: 2019)